# 向儉德
向儉德（？—？），和名譜久山親方朝見，琉球國第二尚氏王朝政治家、三司官。
向儉德是尚維衡（浦添王子朝滿）的六世孫。他於乾隆十年乙丑十月初七日（1745年10月31日）被尚敬王任命為三司官，取代去世的向和聲（伊江親方朝敘）。乾隆十五年（1750年），為了告誡後人不要遷都名護、且不要在名護開鑿運河，蔡溫在名護豎立三府龍脈碑，並為之撰寫碑文。三名時任三司官蔡溫、向儉德、向得功（宜野灣朝雅）都在該石碑上留下名字。乾隆十八年癸酉八月朔日（1753年8月28日），尚穆王賜給他紫地浮織冠。乾隆二十年乙亥九月八日（1755年10月13日）致仕。